# Volksbank Sangerhausen
Die Volksbank eG (im Außenauftritt Volksbank Sangerhausen) ist eine Genossenschaftsbank mit Sitz in der sachsen-anhaltischen Kreisstadt Sangerhausen im Landkreis Mansfeld-Südharz.

## Geschichte
Die heutige Volksbank eG wurde am 2. Dezember 1931 gegründet und fusionierte zuletzt im Jahr 1992 mit der Raiffeisenbank Roßla eG mit dem Sitz in Roßla.

## Rechtsverhältnisse
Die Volksbank eG ist im Genossenschaftsregister beim Amtsgericht Stendal unter GnR 3140 eingetragen.

## Organisationsstruktur
Rechtsgrundlagen sind das Genossenschaftsgesetz und die durch die Generalversammlung beschlossene Satzung. Organe der Bank sind der Vorstand, der Aufsichtsrat und die Generalversammlung.

## Sicherungseinrichtung
Die Volksbank eG ist der amtlich anerkannten Sicherungseinrichtung des Bundesverbandes der Deutschen Volksbanken und Raiffeisenbanken GmbH und der zusätzlichen freiwilligen Sicherungseinrichtung des Bundesverbandes der Deutschen Volksbanken und Raiffeisenbanken e.V. angeschlossen.

## Geschäftsausrichtung
Die Volksbank eG betreibt das Universalbankgeschäft. Im Verbundgeschäft arbeitet sie mit der DZ Bank, R+V Versicherung, Bausparkasse Schwäbisch Hall, Teambank, VR Leasing,  DZ Hyp und der Union Investment zusammen.

## Geschäftsgebiet
Das Geschäftsgebiet liegt im Westen des Landkreises Mansfeld-Südharz.
An diesen Orten betreibt die Bank Filialen:
- Sangerhausen (Hauptstelle, jur. Sitz)
- Allstedt (Geschäftsstelle)
- Roßla (Geschäftsstelle)
- Rottleberode (Geschäftsstelle)